# Tamara Smirnova
Tamara Mijáilovna Smirnova (en ruso: Тама́ра Миха́йловна Смирно́ва; 15 de diciembre de 1935 – 5 de septiembre de 2001) fue una astrónoma rusa de origen ucraniano que descubrió cometas y planetas menores.
De 1966 a 1988 formó parte del equipo del Instituto de Astronomía Teórica de Leningrado. Descubrió 134 asteroides, además del cometa periódico 74P/Smirnova-Chernykh, junto con Nikolái Chernyj. El asteroide (5540) Smirnova fue nombrado en su honor.

## Asteroides descubiertos
Algunos de ellos son:
- (1774) Kulikov el 22 de octubre de 1968.
- (1791) Patsayev el 4 de septiembre de 1967.
- (1793) Zoya el 28 de febrero de 1968.
- (1804) Chebotarev el 6 de abril de 1967.
- (1835) Gajdariya el 30 de julio de 1970.
- (1854) Skvortsov 22 de octubre de 1968.
- (1857) Parchomenko el 30 de agosto de 1971.
- (1900) Katyusha el 16 de diciembre de 1971.